# Řád cti (Gruzie)
Řád cti (gruzínsky: ღირსების ორდენი) je gruzínské státní vyznamenání. Založen byl roku 1992.

## Historie a pravidla udílení
Řád byl založen 24. prosince 1992. Udílen je občanům Gruzie za jejich služby státu v různých oblastech státní a veřejné činnosti. Konkrétně lidem, kteří se účastnili procesu budování nezávislé vlády, těm kteří se sebeobětovali či vykonali akt hrdinství,  aktivně se účastnili vládních činností, obrany, ochrany veřejného pořádku, pracovali v zemědělství nebo zdravotnictví či dosáhli úspěchů v oblasti vědy, vzdělávání, kultury, literatury, umění či sportu. S udělením vyznamenání je spojena i finanční odměna.

## Insignie
Řádový odznak má v průměru 38 mm a tvoří jej sedmicípá pletená zlatá hvězda. Uprostřed je stříbrný medailon o průměru 20 mm s ornamentem vinných listů tvořících hvězdu.
Stuha široká 28 mm je bílá s širokým modrým pruhem uprostřed a dvěma červenými proužky o šířce 2 mm.